# 快速周期DRAM
FCRAM（快速循环随机存储器）是一种由富士通和东芝共同开发的内存技术。它是一种同步动态随机存取存储器（SDRAM），旨在提供比传统SDRAM更快的数据访问速度。

## 技术细节
与传统的SDRAM相比，FCRAM的数据访问延迟更短，这是通过将每个存储行分成多个子行来实现的。在行激活操作期间，只有一个子行被激活，这样可以减少有效阵列的大小，从而提高访问速度。这种设计使得FCRAM在图形处理和高速网络等需要快速数据访问的应用中非常有用。

## 兼容性
FCRAM具有与DDR SDRAM类似的命令集，这意味着它可以与支持DDR SDRAM的内存控制器兼容。这种兼容性使得FCRAM可以更容易地集成到现有系统中，而不需要进行大量的硬件修改。
此外，FCRAM的核心架构可以被应用于两大种类的特定应用存储器产品：移动类FCRAM和消费类FCRAM。移动类FCRAM支持PSRAM接口或者支持LP SDR或DDR SDRAM接口的产品类型，而消费类FCRAM则适用于与其他的逻辑芯片一起进行系统级封装。

## 实际应用
FCRAM主要用于对数据访问速度有高要求的领域，例如网络设备、高端服务器和某些类型的嵌入式系统。它不像其他类型的DRAM那样注重成本和容量，而是专注于提供更快的数据访问。